# Tréhet
Tréhet era un comune francese di 107 abitanti situato nel dipartimento del Loir-et-Cher nella regione del Centro-Valle della Loira.
Il 1º gennaio 2019 si è fuso con Couture-sur-Loir per creare il nuovo comune di Vallée-de-Ronsard di cui è comune delegato.

## Società

### Evoluzione demografica
Abitanti censiti